# Chiasmocleis ventrimaculata
Espèce
Synonymes
- Engystoma ventrimaculata Andersson, 1945

Statut de conservation UICN

 LC  : Préoccupation mineure
Chiasmocleis ventrimaculata est une espèce d'amphibiens de la famille des Microhylidae.

## Répartition
Cette espèce se rencontre :
- dans l'est de l'Équateur ;
- dans l'est du Pérou ;
- dans le nord de la Bolivie dans les départements de Cochabamba et de Beni.

Sa présence est incertaine au Brésil et en Colombie.

## Description
Selon Cocroft et Hambler, Chiasmocleis ventrimaculata entretient un mutualisme avec Xenesthis immanis, une araignée mygalomorphe. Cette dernière protègerait l'amphibien de ses prédateurs et la grenouille mangerait les fourmis s'attaquant aux œufs de l'araignée. Les deux animaux partageraient le même repaire durant la journée.

## Publication originale
- Andersson, 1945 : Batrachians from East Ecuador, collected 1937, 1938 by Wm. Clarke-Macintyre and Rolf Blomberg. Arkiv för Zoologi, vol. 37, p. 1-88.